# Manisaspor
Vestel Manisaspor – turecki klub piłkarski z siedzibą w mieście Manisa, założony w 1965 roku, obecnie występujący w rozgrywkach TFF 3. Lig. W latach 2005–2008 oraz 2009–2012 zespół występował w pierwszej lidze, co jest jego największym sukcesem. W drugiej lidze występowali tylko rok, zajmując pierwsze miejsce w tabeli awansowali to najwyższej klasy rozgrywek w Turcji Süper Lig Od sezonu 2017/2018 klub notorycznie spada, przez co w sezonie 2020/2021, będzie występował w Bölgesel Amatör Lig (5. poziom ligowy).

## Skład na sezon 2010/2011
| Nr | Poz. | Piłkarz             |
| -- | ---- | ------------------- |
| 1  | BR   | İlker Avcıbay       |
| 3  | OB   | İhsan Burak Özsaraç |
| 4  | PO   | Yiğit İncedemir     |
| 5  | PO   | Nizamettin Çalışkan |
| 6  | OB   | Gabriel             |
| 7  | PO   | Gökhan Emreciksin   |
| 8  | PO   | Mehmet Güven        |
| 9  | PO   | Josh Simpson        |
| 10 | NA   | Nicolae Dică        |
| 11 | NA   | Kahê                |
| 14 | BR   | Recep Biler         |
| 15 | OB   | Oumar Kalabane      |
| 20 | NA   | Isaac Promise       |

| Nr | Poz. | Piłkarz          |
| -- | ---- | ---------------- |
| 21 | NA   | Adem Büyük       |
| 23 | BR   | Bulut Basmaz     |
| 29 | OB   | Jacques Momha    |
| 34 | PO   | Eren Aydın       |
| 39 | PO   | Semavi Özgür     |
| 41 | OB   | Ömer Aysan Barış |
| 45 | OB   | Yiğit Gökoğlan   |
| 50 | NA   | Dilaver Güclü    |
| 54 | OB   | Hüseyin Tok      |
| 55 | OB   | Jimmy Dixon      |
| 85 | OB   | Ferhat Çökmüş    |
| 99 | NA   | Ariza Makukula   |